# Ronald Mulkearns
Ronald Austin Mulkreans (ur. 11 listopada 1930 w Melbourne, zm. 4 kwietnia 2016) – australijski duchowny rzymskokatolicki, w latach 1971-1997 biskup diecezjalny Ballarat.

## Życiorys
Święcenia kapłańskie przyjął 22 lipca 1956 w archidiecezji Melbourne. Udzielił ich mu Justin Simonds, ówczesny arcybiskup koadiutor Melbourne. 5 września 1968 papież Paweł VI mianował go biskupem koadiutorem Ballarat ze stolicą tytularną Cululi. Sakry udzielił mu 4 grudnia 1968 James Knox, ówczesny arcybiskup metropolita Melbourne, późniejszy kardynał. 1 maja 1971 został biskupem diecezjalnym Ballarat. 30 maja 1997 przeszedł na wcześniejszą emeryturę w wieku 66 lat.
Zmarł 4 kwietnia 2016.